# Tunel Ekeberg
Tunel Ekeberg se nachází na evropské silnici E6 a vede pod Ekebergåsen (severozápadní část hřebene Ekeberg) v Oslo, byl otevřen v roce 1995.
Je to druhá nejvýchodnější část tunelového komplexu Opera a spojuje tunely Bjørvika  na evropské silnici E18 na západě s tunelem Svartdal na východě. Má také výjezd na sever přes Lodalsbruene a tunel Vålereng na E6, tento úsek byl dříve státní silnice 190, ale od roku 2010 je součástí E6. Tunel je velmi důležitý pro plynulost dopravy v Oslu a odlehčuje zejména části Gamlebyen (Staré Město) průjezdné silniční dopravě. Tunelové zařízení se skládá ze 100 m dlouhého betonového tunelu se dvěma sjezdy, přičemž zbývající dva tubusy jsou ražené ve  skále, každý se dvěma průběžnými jízdními pruhy. Délka tunelu je 1580 m. V období 2017–2018 byl tunel modernizován firmou Skanska. Byla provedena sanace vozovky, modernizace technického vybavení a technických objektů a také byla rozšířena sedimentační nádrž.